# Vereinsrecht (Schweiz)
In der Rechtswissenschaft der Schweiz bezeichnet Vereinsrecht ein Rechtsgebiet, das sich mit Gründung und Organisation von Vereinen beschäftigt. Vereine (fr. Associations, it. Associazioni) stellen in der Schweiz die weitaus häufigste Gesellschaftsform dar. Die gesetzlichen Vorschriften finden sich in Art. 60 ff. des Zivilgesetzbuches (ZGB).

## Geschichte
Das Vereinswesen entstand in der Schweiz im 18. Jahrhundert und erlebte im folgenden Jahrhundert einen ersten grossen Aufschwung, obwohl die Vereinigungsfreiheit von der Obrigkeit noch nicht gewährleistet war. Im 19. Jahrhundert wurden neben Arbeiter-, Frauen- und Ausländervereinen auch die ersten eidgenössischen Verbände gegründet, die als Organisatoren der seither regelmässig abgehaltenen eidgenössischen Feste auftraten.
Wenn Menschen in der Schweiz sich regelmässig treffen und gleichberechtigt ein gemeinsames, ideelles Ziel anstreben, schliessen sie sich zu einem Verein zusammen, um dies der Öffentlichkeit kundzutun. Die Hälfte aller Vereine sind Sportvereine, daneben gibt es Vereine im kulturellen, sozialen, politischen und wirtschaftlichen Bereich.

## Gründung und Statuten
Ein Verein besteht aus mindestens zwei (besser drei) Mitgliedern. Ein nicht primär auf wirtschaftliche Aktivität ausgerichteter Verein erhält seine Rechtsfähigkeit, sobald die Gründungsversammlung schriftliche Statuten erstellt und angenommen hat; ein Verein zu wirtschaftlichen Zwecken wird mit dem Eintrag ins Handelsregister rechtsfähig. Die Statuten des Vereins müssen über den Zweck, die finanziellen Mittel und über die Organisation des Vereins Auskunft geben. Ihre Bestimmungen dürfen den im ZGB festgehaltenen Vorschriften nicht widersprechen.
Ist etwas vom ZGB nicht vorgeschrieben, ist der Verein in der Gestaltung der Statuten frei. Fehlen in den Statuten Angaben über die Organisation oder Angaben über das Verhältnis zwischen dem Verein und seinen Mitgliedern, treten automatisch die Bestimmungen des Zivilgesetzbuches in Kraft (Art. 63). Der in den Statuten genannte Vereinszweck kann nur durch einen einstimmigen Beschluss aller Vereinsmitglieder geändert werden (Art. 74).

## Organe
Jeder Verein besteht zwingend aus den Mitgliedern und aus dem Vorstand. Weitere Organe (wie zum Beispiel Rechnungsprüfung, Buchhaltung, Mitgliederverwaltung und andere) können in den Statuten vorgeschrieben sein.
Besteht eines der durch die Statuten oder das Gesetz vorgesehenen Vereinsorgane nicht, kann ein Mitglied oder ein Gläubiger dessen Einsetzung durch das Gericht einfordern (Art. 69c).

### Vereinsversammlung (Art. 64–68)
Die Versammlung der Vereinsmitglieder ist das oberste Organ. Sie wählt den Vorstand und die anderen Organe. Die Versammlung wird, unter Massgabe der Vereinsstatuten, durch den Vorstand einberufen. Gemäss ZGB können aber ein Fünftel der Vereinsmitglieder jederzeit eine Vereinsversammlung einberufen. Jedes Mitglied hat dasselbe Stimmrecht, und Beschlüsse werden mit der Mehrheit der Stimmen der anwesenden Mitglieder gefasst.
Wenn ein Traktandum den Mitgliedern nicht rechtzeitig angekündigt worden ist, darf darüber nicht abgestimmt werden, ausser die Statuten sehen es ausdrücklich vor.
Aufgaben der Vereinsversammlung sind:
- Entscheide in allen Angelegenheiten, die weder dem Vorstand noch den anderen Organen übertragen sind (sogenannte Vereinsbeschlüsse)
- Aufnahme und Ausschluss von Mitgliedern
- Wahl des Vorstands und eventuell anderer Organe
- Aufsicht über die Tätigkeit aller Organe
- Jederzeitige Abberufung des Vorstands sowie der anderen Organe

Wenn alle Mitglieder einem Antrag schriftlich zustimmen, hat dies dieselbe Wirkung wie ein Beschluss der Vereinsversammlung.
Artikel 68 regelt das Stimmrecht, falls die Versammlung über ein Rechtsgeschäft oder einen Rechtsstreit zwischen einem Mitglied bzw. dessen Verwandten entscheidet.

### Vorstand
Der Vereinsvorstand hat die Pflicht, die Vereinsgeschäfte zu führen und den Verein gegen aussen zu vertreten. Seine Befugnisse sind in den Vereinsstatuten definiert.
Aufgaben des Vorstands sind:
- Geschäftsführung des Vereins
- Buchführung über Einnahmen, Ausgaben und Vermögenslage

### Revisionsstelle (Art. 69b)
Die Statuten bzw. die Vereinsversammlung beschliessen, auf welche Art die Finanzen des Vereins geprüft werden.
Falls in zwei aufeinanderfolgenden Geschäftsjahren zwei der nachfolgenden Bedingungen zutreffen, muss der Verein die Finanzen durch eine Revisionsstelle zwingend prüfen lassen:
1. Bilanzsumme von mehr als 10 Millionen Franken
2. Umsatzerlös von mehr als 20 Millionen Franken
3. mehr als 50 Vollzeitbeschäftigte im Jahresmittel

## Mitgliedschaft
Mit dem Eintritt beginnt die Mitgliedschaft im Verein. Diese ist weder veräusserlich noch vererblich (Art. 70). Jedes Mitglied kann Beschlüsse, welche die Statuten oder Gesetze verletzen, innerhalb eines Monates gerichtlich anfechten. Voraussetzung ist, dass das Mitglied vorher dem Beschluss nicht zugestimmt hat (Art. 75).

### Eintritt (Art. 70)
Der Eintritt in den Verein kann, aber muss nicht, jederzeit erfolgen. Die Statuten können vorschreiben, dass neue Mitglieder zu bestimmten Zeitpunkten aufgenommen werden. Ebenso kann der Vorstand oder ein anderes Organ ermächtigt sein, neue Mitglieder aufzunehmen.

### Mitgliederbeiträge und Haftung (Art. 71, 75a)
Wenn die Statuten es vorsehen, können von den Mitgliedern finanzielle Beiträge verlangt werden. Wenn Mitglieder für das Vereinsvermögen haften, muss diese Haftung in den Statuten verankert sein. Vor der Einführung des Artikels 75a hafteten Mitglieder nur im Rahmen ihrer Mitgliederbeiträge. Wurden aber keine Mitgliederbeiträge festgelegt, hafteten sie mit ihrem Privatvermögen für das Vermögen des Vereins.
Bei Nachschusspflicht oder persönlicher Haftung des Mitglieds für das Vereinsvermögen kann das Mitglied die Buchführung des Vereins prüfen lassen (Art. 69b).

### Austritt, Ausschluss (Art. 70, 72)
Jedes Mitglied kann von Gesetzes wegen am Ende des Kalenderjahres austreten, wenn er den Austritt mit einer halbjährigen Frist ankündigt. Ist eine Verwaltungsperiode durch die Statuten vorgesehen, kann der Austritt auf das Ende dieser Periode erfolgen.
Die Statuten schreiben vor, aus welchen Gründen ein Mitglied ausgeschlossen werden kann. Die Statuten können aber auch vorsehen, dass ein Mitglied ohne Angabe von Gründen ausgeschlossen werden kann. Sofern die Statuten diesbezüglich keine Vorschriften enthalten, kann der Ausschluss nur durch Vereinsbeschluss und aus wichtigen Gründen geschehen.

## Eintragung ins Handelsregister (Art. 61)
Sobald ein Verein Statuten erstellt hat und den Vorstand gewählt hat, kann er sich ins Handelsregister eintragen lassen. Diese Eintragung ist notwendig, sobald der Verein ein Gewerbe kaufmännischer Natur betreibt oder wenn der Verein zum Beispiel gegenüber einer anderen Gesellschaft (Dachverband, Partnerorganisation etc.) belegen muss, dass der Verein überhaupt existiert. Die Eintragung ins Handelsregister ist auch notwendig, wenn er revisionspflichtig ist (siehe oben).
Bei der Eintragung werden die Vereinsstatuten sowie ein Verzeichnis der Vorstandsmitglieder hinterlegt. Ebenso müssen Eintritte und Austritte dem Handelsregister gemeldet werden.

## Auflösung des Vereins (Art. 76–78)
Der Verein kann jederzeit durch Vereinsbeschluss aufgelöst werden. Wenn der Verein zahlungsunfähig ist oder wenn der Vorstand statutengemäss nicht mehr bestellt werden kann, kann der Verein durch das Gericht aufgelöst werden.
Der Verein kann auch gerichtlich aufgelöst werden, wenn der Vereinszweck widerrechtlich oder unsittlich ist.

## Gastgewerbe und Gemeinnützigkeit
Die Vorschriften dazu, wann ein Verein ein Gastgewerbe betreiben darf und wann er als gemeinnützig gilt, unterscheiden sich von Kanton zu Kanton.
Ein Verein darf ein Vereinslokal betreiben, in welchem Getränke wie auch warme und kalte Speisen verkauft werden dürfen, ohne aber als Gastgewerbe angemeldet zu sein. Bei Vereinslokalen entfallen verschiedene Vorschriften, wie zum Beispiel zur Hygiene und zum Brandschutz. Ein Vereinslokal darf aber in aller Regel nur eine beschränkte Auswahl an Nahrungsmitteln abgeben, und die Öffnungszeiten sind oft auf eine bestimmte Anzahl Tage und Stunden pro Woche beschränkt. Ebenso muss das Vereinslokal hauptsächlich der Verpflegung der Vereinsmitglieder dienen. Von Bedeutung waren diese Vorschriften etwa bei der juristischen Bewertung des ehemaligen Vereins Fümoar.
Damit ein Verein als gemeinnützig anerkannt wird und keine Steuern entrichten muss, muss er ein der Allgemeinheit dienendes Ziel verfolgen, was zum Beispiel bei einem Sportverein, der Ausländer integrieren möchte, gegeben ist. Ebenfalls muss je nach Kanton das Vereinsvermögen bei der Auflösung des Vereins vollumfänglich an eine gemeinnützige Organisation fallen.